# Rosa Russo Iervolino
Rosa Russo Iervolino (Jervolino), właśc. Rosa Iervolino Russo (ur. 17 września 1936 w Neapolu) – włoska polityk, parlamentarzystka, minister w kilku rządach, w tym pierwsza kobieta stojąca we Włoszech na czele Ministerstwa Spraw Wewnętrznych. Od 2001 do 2011 burmistrz Neapolu.

## Życiorys
Ukończyła studia prawnicze. Pracowała od 1961 do 1968 jako urzędnik w administracji Krajowej Radzie Gospodarki i Pracy (CNEL). Od 1969 do 1973 była zatrudniona w ministerstwie budżetu i planowania gospodarczego. Przez piętnaście lat pełniła funkcję wiceprezesa Centrum Włoskich Kobiet (Centro Italiano Femminile). Pisywała do „L’Osservatore Romano”.
Przez wiele lat działała w Chrześcijańskiej Demokracji, kierowała partyjną frakcją kobiet. Po rozwiązaniu w 1994 chadecji działała we Włoskiej Partii Ludowej. W 1994 po rezygnacji Mina Martinazzoliego przez kilka miesięcy pełniła tymczasowo funkcję sekretarza tego ugrupowania. W 2001 przystąpiła do Margherity, a w 2007 została członkinią Partii Demokratycznej.
Od 1979 do 1992 sprawowała mandat senatora VIII, IX, X i XI kadencji, od 1994 do 2001 była posłanką do Izby Deputowanych XII i XIII kadencji.
Kilkakrotnie zajmowała stanowiska rządowe. Od lipca 1987 do czerwca 1992 była ministrem spraw społecznych w gabinetach, którymi kierowali Giovanni Goria, Ciriaco De Mita i Giulio Andreotti. Później do maja 1994 zajmowała stanowisko ministra edukacji publicznej w rządach Giuliana Amato i Carla Azeglio Ciampiego. Od października 1998 do grudnia 1999 pełniła funkcję ministra spraw wewnętrznych w radzie ministrów Massima D’Alemy.
W 2001 wybrana na urząd burmistrza Neapolu, reelekcję uzyskała w 2006. Funkcję tę pełniła do 2011.